# Khondakar Ashraf Hossain

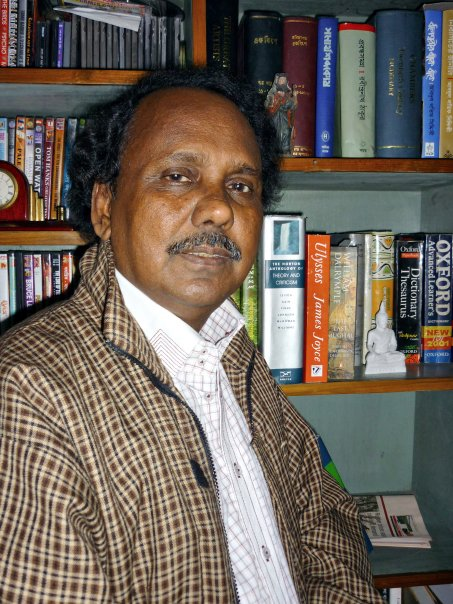
Khondakar Ashraf Hossain.

Khondakar Ashraf Hossain (bengalí: খোন্দকার আশরাফ হোসেন, 4 de enero de 1950 - 16 de junio de 2013) fue un destacado poeta, ensayista, traductor y editor de Bangladés. Escribió más de dieciocho títulos.
El profesor Khondakar Ashraf Hossain, murió de un ataque al corazón en un hospital de la capital a las 12 horas del 16 de junio de 2013. Él estaba en tratamiento en el Hospital Labaid, Daca desde el 14 de junio debido a complicaciones de salud. Sufrió un ataque cardíaco mayor a las 8:30 a. m. y falleció alrededor de las 11:00 horas del último día. El profesor enfermo fue tratado cuando falleció a la edad de 63 años.

## Premios
- Alaol Literary Prize (1987) (por poesía)
- West Bengal Little Magazine Award (1998) (por edición)[6]
- Jibananda Puraskar[7]

### Poesías
- Tin Ramanir Qasida
- Partho Tomar Teebro Teer
- Jibaner Saman Chumuk
- Sundari o Ghrinar Ghungur
- Jamuna Parba
- Janmo Baul
- Tomar Namey Brishti Namey
- Aiona Dekhey Andha Manush

### Antologías
- Nirbachito Kabita'
- Kabita Samgraha
- On Behula's Raft

### Colecciones de ensayos
- Bangladesher Kabita: Antaranga Abalokan (A Study on Bangladeshi Poetry)
- Chirayata Puraan (Classical Mythology)
- Kabitar Antarjami
- Adhunik Uttaradhunik o Annyanya
- Prasango (Bangla Poetry in the contexts of Modernism, postmodernism and other trends)
- Bishwakabitar Sonali Shasya (Gleanings from World Poetry)
- Modernism and Beyond: Western Influences on Bangladeshi poetry

### Prosas
- Romantic and Modern: Latitudes and Longitudes of Poetry

### Traducciones
- Selected Poems of Paul Celan (del alemán al bengalí)
- Folk Poems from Bangladesh (del bengalí al inglés)
- Folk Tales from Bangladesh (del bengalí al inglés)
- Elements of General Phonetics por David Abercrombie (al bengalí)
- Sophocles’ King Oedipus, Euripides’ Alcestis, Medea (al bengalí)
- Terry Eagleton’s Literary Theory: An Introduction (al bengalí)
- Edith Hamilton’s Mythology (al bengalí)
- Oedipus Rex por Sophocles
- Medea por Euripides
- Alcestis por Euripides

## Editorial
- The Dhaka University Studies (Journal of the Faculty of Arts), Editor
- Ekobingsho (a poetry magazine), Editor
- Selected Poems of Nirmalendu Goon (Edited, with an introduction)
- The Bangla Academy English-Bangla Dictionary (Co-edited, with a note on pronunciation)
- An English Anthology (Co-edited, published by Department of English, Dhaka University)